# دهه ۱۶۵۰ (میلادی)
دهه ۱۶۵۰ (میلادی) صد و شصت و پنجمین دهه تقویم میلادی است.

## درگذشتگان
‎